# Combretum oxystachyum
Combretum oxystachyum är en tvåhjärtbladig växtart som beskrevs av Friedrich Welwitsch och Laws.. Combretum oxystachyum ingår i släktet Combretum och familjen Combretaceae. Inga underarter finns listade i Catalogue of Life.